# Chiriquí
Chiriquí je jedna z 10 panamských provincií. Nachází se ve západě státu na pobřeží Pacifiku při hranicích s Kostarikou. Zabírá 8,75 % rozlohy celé Panamy a žije zde 12,24 % panamské populace. Při sčítání obyvatelstva v roce 2010 se 37 092 obyvatel provincie přihlásilo k indiánskému původu a 9 319 lidí k africkému původu. Na území provincie se nachází nejvyšší hora Panamy – Volcán Barú.
Provincie je dále dělena na 14 distriktů:
- Alanje (Santiago de Alanje)
- Barú (Puerto Tomás Armuelles)
- Boquerón (Boquerón)
- Boquete (Bajo Boquete)
- Bugaba (La Concepción)
- David (San José de David)
- Dolega (San Francisco de Dolega)
- Gualaca (Gualaca)
- Remedios (Nuestra Señora de los Remedios)
- Renacimiento (Río Sereno)
- San Félix (Las Lajas)
- San Lorenzo (Horconcitos)
- Tierras Altas (Volcán)
- Tolé (Tolé)